# 千葉県道77号富里酒々井線
千葉県道77号富里酒々井線（ちばけんどう77ごうとみさとしすいせん）は、千葉県富里市から印旛郡酒々井町に至る県道（主要地方道）である。

## 概要
元々は成田街道の、酒々井から九十九里浜方面への直進部分であるが、右側から合流した千葉県道45号八日市場八街線が左折した先は県道としては指定されていない（船橋市の方から見て）。

### 路線データ
- 起点：千葉県富里市十倉
- 終点：千葉県印旛郡酒々井町下台
- 総延長：*.* km（成田土木事務所管内区間：5.497 km[1]、印旛土木事務所管内：*.* km）
- 重用延長：*.* km（成田土木事務所管内区間：0.017 km、印旛土木事務所管内：*.* km）
- 未供用延長：なし（成田土木事務所管内区間：0.0 km、印旛土木事務所管内：*.* km）
- 実延長：*.* km（成田土木事務所管内区間：5.480 km[1]、印旛土木事務所管内：*.* km）

## 通過する自治体
- 千葉県
  - 富里市
  - 八街市
  - 印旛郡酒々井町

## 交差する道路
- 千葉県道45号八日市場八街線（富里市十倉、起点）
- 千葉県道43号八街三里塚線（富里市十倉、実の口交差点）
- 国道409号（八街市八街、住野十字路）
- 国道296号（印旛郡酒々井町下台、終点）